# Signora per un giorno
Signora per un giorno (Lady for a Day) è un film del 1933, diretto da Frank Capra e rifatto dallo stesso regista nel 1961 col titolo italiano Angeli con la pistola.

## Trama
David "lo Sciccoso" è nel giro delle scommesse sui cavalli ed a capo di una banda a New York. David è un tipo superstizioso, che ha un debole per le mele vendute da Annie, una mendicante alcolizzata, convinto che gli portino fortuna. La vecchia Annie con grandi sacrifici ha mantenuto la figlia Louise in un collegio in Spagna dove la ragazza ha conosciuto Carlos il figlio del conte Romero. Un giorno la figlia (che non sa nulla della situazione economico-sociale della madre) scrive ad Annie che lei, il conte ed il suo futuro marito stanno per arrivare a New York per conoscere la famiglia.
Annie è disperata, ma David, che in fondo ha un cuore d'oro, decide di aiutarla e con la sua banda organizza i preparativi per trasformare la stracciona in una gran signora. Con la sua fidanzata "Missouri" Martin, proprietaria di un night club, con "Sorriso", il suo "vice" brontolone, con il distinto maggiordomo e l'ex-giudice e giocatore di biliardo Henry Blake, David organizza una messinscena grandiosa e prepara una finta "festa dell'alta società" per impressionare i nobili spagnoli. I vari VIP avrebbero dovuto essere impersonati dai componenti della banda di David e dalle ballerine del night club di "Missouri" Martin, ma costoro durante le prove si rivelano purtroppo dei pessimi attori.
Come se non bastasse la polizia sta indagando sulla sparizione di tre giornalisti, che David e la sua banda avevano catturato perché stavano interessandosi troppo ai nobili arrivati dalla Spagna e proprio la sera del ricevimento David viene arrestato. Tutto ormai sembra perduto e la messinscena sta per essere scoperta dal conte, quando David, raccontando l'incredibile e disarmante verità, riesce a convincere il capo della polizia, il sindaco e il governatore dello Stato a presenziare al ricevimento di Annie.
A mezzanotte il transatlantico per l'Europa è in partenza e il conte Romero, Carlos e Louise, visibilmente impressionati, sono accompagnati al porto da una scorta di decine di agenti della polizia che attraversano la città a sirene spiegate.

## Produzione
Il film fu prodotto dalla Columbia Pictures Corporation con il titolo di lavorazione Beggar's Holiday.

## Distribuzione
Distribuito dalla Columbia Pictures Corporation, uscì nelle sale cinematografiche statunitensi il 13 settembre dopo una prima tenuta a New York il 7 settembre 1933. Sulla costa occidentale, il film venne presentato a Los Angeles il 29 settembre.

## Riconoscimenti
- 1934 - Premio Oscar
  - Candidatura Miglior film alla Columbia Pictures
  - Candidatura Migliore regia a Frank Capra
  - Candidatura Miglior attrice protagonista a May Robson
  - Candidatura Migliore sceneggiatura non originale a Robert Riskin